# Liste der Fernstraßen in Myanmar
Diese Liste zeigt die Straßen in Myanmar auf. Die Fernstraßen haben keine Bezeichnung, sondern nur Nummern.

## Expressway
| Kurz | Name                       | Verlauf                       | Länge    |
| ---- | -------------------------- | ----------------------------- | -------- |
|      | Yangon-Mandalay Expressway | Rangun – Naypyidaw – Mandalay | 586,7 km |

## Fernstraßen
| Kurz | Name | Verlauf                                                    | Länge  |
| ---- | ---- | ---------------------------------------------------------- | ------ |
|      | 1    | Rangun – Naypyidaw – Mandalay                              | 600 km |
|      | 2    | Rangun – Myittha                                           | 935 km |
|      | 3    | Mandalay – Kyaukme – Muse – Grenze zur Volksrepublik China | 442 km |
|      | 4    | Meiktila – Taunggyi – Tachilek – Grenze nach Thailand      | 755 km |
|      | 5    | Toungoo – Ho-Pong                                          | 388 km |
|      | 8    | Rangun – Tavoy – Mergui                                    | 875 km |
|      | 31   | Mandalay – Myitkyina                                       | 587 km |